# Liste der Naturdenkmäler in Gießen
Die Liste der Naturdenkmäler in Gießen nennt die auf dem Gebiet der Stadt Gießen gelegenen Naturdenkmäler. Sie sind nach dem Hessischen Gesetz über Naturschutz und Landschaftspflege (Hessisches Naturschutzgesetz – HAGBNatSchG) § 12 geschützt.
| Bild                          | Bezeichnung                        | Ortsteil, Lage                                                     | Beschreibung | Art           | Nr. |
| ----------------------------- | ---------------------------------- | ------------------------------------------------------------------ | --- | ------------- | --- |
| mehr Fotos \| Fotos hochladen | Lindengruppe an der Lindbachquelle | Lützellinden 50° 32′ 32,2″ N, 8° 36′ 2,4″ O                        | Baumgruppe mit drei zwischen 200 und 400 Jahre alten Winter-Linden. Schutzgrund: landschaftsbildprägend.                                                | Winter-Linde  |     |
| mehr Fotos \| Fotos hochladen | Alte Eiche                         | Rödgen, Ecke Geiselweg/Seeweg 50° 35′ 27″ N, 8° 45′ 1,5″ O         | Einzelbaum, ca. 275–300 Jahre alte Stiel-Eiche am ehemaligen Waldgrillplatz. Höhe ca. 16 m, Stammumfang ca. 610 cm.                                     | Stiel-Eiche   |     |
| mehr Fotos \| Fotos hochladen | Adam und Eva                       | Wieseck, Badenburger Wald 50° 37′ 50,6″ N, 8° 42′ 13,9″ O          | Baumgruppe mit zwei ca. 300 Jahre alten Trauben-Eichen im Badenburger Wald. Ca. 25 und 30 m hoch, Stammumfang ca. 420 bzw. 520 cm.                      | Trauben-Eiche |     |
| mehr Fotos \| Fotos hochladen | Schillerlinde                      | Rödgen, Ortsrand 50° 35′ 40,2″ N, 8° 44′ 57,6″ O                   | Einzelbaum auf dem Geiselstrauchkopf, gepflanzt am 11. November 1859 zum 100. Geburtstag von Friedrich von Schiller (Schillerfest). Stammumfang 197 cm. | Winter-Linde  |     |
| mehr Fotos \| Fotos hochladen | Kastanie                           | Rödgen, Ecke Rosengasse/Am Bergwald 50° 35′ 44,8″ N, 8° 45′ 1,7″ O | Rosskastanie am Nordhang des Ziegenbergs, gepflanzt am 17. April 1859. Ca. 18 m hoch, Stammumfang 265 cm. Schutzgrund: ortsbildprägend.                 | Rosskastanie  |     |